# Neufnach
Die Neufnach ist ein Fluss von 30 Kilometern Länge (Gewässer zweiter Ordnung) in Bayerisch-Schwaben.

## Name
Der Fluss wurde 1496 („uff die Neyffnach“) erstmals schriftlich erwähnt. Als Ortsname taucht der Name schon im Jahr 981 als Nifenaha auf. Die Endung -aha stellte eine Bezeichnung für „Fließgewässer“ dar. Das Bestimmungswort leitet sich vielleicht vom altalemannischen *Nīfo mit der ungefähren Bedeutung „steiler Abbruch eines Flussufers“ ab. Die Neufnach wäre demnach nach der Beschaffenheit des Ufers benannt worden.

## Geographie

### Verlauf
Die Neufnach entspringt in den Stauden östlich von Tussenhausen und fließt nordwärts durch das tertiäre Hügelland und den Naturpark Westliche Wälder in Richtung Donau. Im Oberlauf bei Schnerzhofen wird sie zum Schnerzhofer Weiher aufgestaut. In Fischach mündet sie von links in die Schmutter.

### Zuflüsse und Seen
Liste einer Auswahl der Zuflüsse und  Seen von der Quelle zur Mündung. Mit Gewässerlänge, Einzugsgebiet und Höhe. Andere Quellen für die Angaben sind vermerkt.
- Durchfließt den Schnerzhofer Weiher auf etwa 578 m ü. NHN bei Schnerzhofen, 16 ha
- Gerösbach, von rechts und Südosten auf etwa 555 m ü. NHN zwischen Ober- und Mittelneufnach
- Schlierbach, von links und Westen auf etwa 529 m ü. NHN zwischen Reicherts- und Walkertshofen
- Viehwanggraben, von links und Westen auf etwa 516 m ü. NHN nach Walkertshofen
- Bärenbach, von links und Südwesten auf etwa 500 m ü. NHN vor Wollmetshofen, 5,1 km[2] mit linkem Oberlauf Augraben und 7,5 km²[3]

### Orte
Orte am Lauf mit ihren Zugehörigkeiten. Nur die Namen tiefster Schachtelungsstufe bezeichnen Siedlungsanrainer.
Landkreis Unterallgäu
- Markt Wald
  - Schnerzhofen (Kirchdorf, rechts)
  - Nesselgarten (Wohnplatz, rechts)
  - Anhofen (Dorf)
  - Oberneufnach (Dorf, überwiegend links)

Landkreis Augsburg
- Gemeinde Mittelneufnach
  - Mittelneufnach (Pfarrdorf, überwiegend links)
  - Reichertshofen (Pfarrdorf, fast nur links)
- Gemeinde Walkertshofen
  - Walkertshofen (Pfarrdorf, überwiegend links)
- Gemeinde Langenneufnach
  - Langenneufnach (Pfarrdorf)
- Markt Fischach
  - Wollmetshofen (Pfarrdorf, links)
  - Schloss Elmischwang (rechts)
  - Lehnersberg (Einöde, links)
  - Sägmühle (Einöde, links)
  - Fischach (Hauptort)